# Joseph Callens
Josephus Maria Leo (Joseph) Callens (Antwerpen, 22 februari 1904 - aldaar, 8 april 1979) was een Belgisch zwemmer en schoonspringer. Hij nam tweemaal deel aan de Olympische Spelen. Hij werd ook eenmaal Belgisch kampioen in het zwemmen.

## Loopbaan
Callens nam als schoonspringer deel aan de Olympische Spelen in Antwerpen. Hij werd zesde in zijn reeks op de 1m en 3m plank en was daarmee uitgeschakeld.
In 1924 werd Callens Belgisch kampioen op de 200 m vrije slag. Hij nam dat jaar ook deel aan de Olympische Spelen. Op de estafette 4 x 200 meter vrije slag werd hij met het Belgische aflossingsteam uitgeschakeld in de reeksen.
Ook zijn broer Albert Callens was een schoonspringer.

## Internationaal palmares

### 4 x 200 m vrije slag
- 1924: 3e in reeks OS in Parijs - 11.14,8

### Schoonspringen
- 1920: 6e in reeks OS in Antwerpen

## Belgische kampioenschappen
Langebaan
| Onderdeel        | Jaar |
| ---------------- | ---- |
| 200 m vrije slag | 1924 |

- Bibliothèque nationale de France: cb16943943v (data)
- Virtual International Authority File: 316453433